# غوريس
غوريس، هي مدينة ومركز المجتمع الحضري في بلدية غوريس، تقع في مقاطعة سيونيك في جنوب أرمينيا في وادي نهر غوريس (أو فاراراك)، وتبعد 254 كم عن العاصمة الأرمنية يريفان و67 كم عن عاصمة المقاطعة كابان. غوريس هي ثاني أكبر مدينة في سيونيك من حيث عدد السكان. خلال تعداد عام 2011، بلغ عدد سكانها 20,591 نسمة، بانخفاض عن 23,261 نسمة في تعداد عام 2001. ومع ذلك، وفقًا للتقديرات الرسمية لعام 2016، بلغ عدد سكان غوريس 20,300 نسمة. غوريس هي مقر أبرشية سيونيك التابعة للكنيسة الرسولية الأرمنية.
تعتبر غوريس واحدة من أهم المواقع التاريخية والثقافية في أرمينيا. غالبًا ما يُنظر إليه على أنه المركز الثقافي لمدينة سونيك. ولهذا السبب، فهي وجهة سياحية مفضلة للمسافرين المحليين والأجانب على حد سواء، وتضم عددًا كبيرًا من الفنادق والنزل.
بعد الإصلاحات الإدارية في عام 2016، تم توسيع مجتمع غوريس ليشمل القرى المحيطة بأكنر، باردزرافان، هارتاشين، كاراهونج، خندزوريسك، نيركين خندزوريسك، شورنوخ، فيريشين، وفوروتان.

## المناخ
يظهر الجدول التالي التغييرات المناخية على مدار السنة لغوريس:
| البيانات المناخية لـغوريس | البيانات المناخية لـغوريس | البيانات المناخية لـغوريس | البيانات المناخية لـغوريس | البيانات المناخية لـغوريس | البيانات المناخية لـغوريس | البيانات المناخية لـغوريس | البيانات المناخية لـغوريس | البيانات المناخية لـغوريس | البيانات المناخية لـغوريس | البيانات المناخية لـغوريس | البيانات المناخية لـغوريس | البيانات المناخية لـغوريس | البيانات المناخية لـغوريس |
| الشهر                     | يناير                     | فبراير                    | مارس                      | أبريل                     | مايو                      | يونيو                     | يوليو                     | أغسطس                     | سبتمبر                    | أكتوبر                    | نوفمبر                    | ديسمبر                    | المعدل السنوي             |
| ------------------------- | ------------------------- | ------------------------- | ------------------------- | ------------------------- | ------------------------- | ------------------------- | ------------------------- | ------------------------- | ------------------------- | ------------------------- | ------------------------- | ------------------------- | ------------------------- |
| المتوسط اليومي °م (°ف)    | −7.7 (18.1)               | −5.5 (22.1)               | −2.5 (27.5)               | 6.4 (43.5)                | 11.7 (53.1)               | 21.2 (70.2)               | 23.2 (73.8)               | 25.3 (77.5)               | 18.0 (64.4)               | 9.3 (48.7)                | 3.7 (38.7)                | −2.3 (27.9)               | 5.4 (41.7)                |
| الهطول مم (إنش)           | 31 (1.2)                  | 36 (1.4)                  | 30 (1.2)                  | 38 (1.5)                  | 76 (3.0)                  | 58 (2.3)                  | 46 (1.8)                  | 38 (1.5)                  | 47 (1.9)                  | 38 (1.5)                  | 27 (1.1)                  | 24 (0.9)                  | 524 (20.6)                |
| المصدر: plusninety.ru     |                           |                           |                           |                           |                           |                           |                           |                           |                           |                           |                           |                           |                           |

## المدن التوأمة
مدينة فيين هي مدينة توأمة لـغوريس.